# Me Me Me
Me Me Me est un groupe éphémère de Britpop composé de Stephen Duffy (The Lilac Time), Alex James (Blur), Justin Welch (Elastica) et Charlie Bloor.
Le premier et unique single de la formation, Hanging Around, est sorti le 5 août 1996 et fut classé no 19 dans les charts britanniques.